# کری دریک
کری دریک (انگلیسی: Carrie Derick؛ ۱۴ ژانویهٔ ۱۸۶۲ – ۱۰ نوامبر ۱۹۴۱) گیاه‌شناس و نسل‌شناس اهل کانادا بود. وی اولین زنی بود که در یک دانشگاه کانادایی به مقام استادی رسید. دریک بنیانگذار گروه نسل‌شناسی دانشگاه مک‌گیل بود.